# Super Fun Time
Super Fun Time is de zevende aflevering van seizoen 12 van South Park. De aflevering werd voor het eerst uitgezonden op 23 april 2008 op Comedy Central. Het verhaal heeft veel gelijkenissen met de film Die Hard.

## Verhaal
De klas van Mr. Garrison brengt een bezoekje aan Pioneer Village. Pioneer Village is een nagemaakt dorpje van hoe mensen leefden in het jaar 1864. De personages blijven altijd in hun rol. Mr. Garrison vertelt dat de kinderen een partner moeten kiezen en elkaars hand moeten vasthouden. Cartman wil met Stan, maar Stan kiest Wendy. Cartman probeert dan Kenny's partner te worden, maar Kenny kiest Craig en dan probeert Cartman Kyle te nemen, maar Kyle kiest Jimmy. Van Mr. Garrison moet Cartman Butters Stotch nemen omdat er niemand anders meer over is en Cartman anders terug naar de bus moet.
Cartman probeert Butters over te halen om de rest van de groep te verlaten en naar Super Phun Thyme (een pretpark) te gaan. Butters laat Cartmans hand niet los omdat hij dan ook terug naar de bus moet. Wanneer de rest het dorpje bekijkt, komt er een groep dieven onder leiding van een man genaamd Franz, die al eerder een Burger King heeft beroofd, binnen. De dieven gijzelen iedereen die ze kunnen vinden. Stan, Wendy, Jimmy en Kyle vluchten met twee dorpelingen naar een kantoor, waar Kyle de politie belt. De dieven vinden een mijnschacht met een kluiscode. Ze ondervragen de werkers van Pioneer Village voor de kluiscode. De werkers willen de code niet vertellen, omdat ze zo uit hun rol gaan. Wanneer een van de werkers toch de kluiscode vertelt, schiet Pioneer Paul hem neer omdat hij niet in z'n rol is gebleven.
Ondertussen zijn Cartman en Butters in Super Phun Thyme. Butters wil Cartman hand nog steeds niet loslaten. Cartman sleept Butters overal mee naartoe en speelt arcadespelletjes, rijdt in botsauto's en speelt airhockey. Als ze terugkeren naar Pioneer Village, zien ze de politie langs het dorp. Ze denken dat de politie voor hen komt en proberen ongezien het dorp binnen te komen. Ze klimmen op een stoplicht zodat ze bij het uiteinde over het hek van het dorp kunnen springen. Ze vallen echter van het stoplicht af en blijven eraan hangen. Wanneer een vrachtwagen langs komt rijden, springen ze op de wagen en over het hek van het dorp. De dieven zien dat de werkers niet meewerken. Franz stelt voor om de kinderen te vermoorden en hij begint met Kenny. De werkers willen nu wel uit hun personage komen om Kenny te redden. Stan redt Kenny's leven door mee te doen met de werkers en ze over te halen de kluiscode te vertellen. Een van de werkers vertelt de kluiscode: 1864.
Cartman en Butters weten weer terug in het dorp te komen, maar als een van de dieven ze zien worden ze aangevallen. Ze overleven het en Butters gebruikt Cartman als wapen om Franz te verslaan. De politie komt het dorp binnen en schieten de meeste dieven neer. De bel van het dorp rinkelt en dat betekent dat hun werk erop zit. Iedereen komt uit z'n rol en verlaat het dorp. Als Franz gearresteerd wordt, zegt hij dat hij veel heeft geleerd, bijvoorbeeld hoe moeilijk het leven was in 1864. De aflevering eindigt met Butters die een bewusteloze en gewonde Cartman naar de bus draagt en zegt: 'Teacher, my partner is back on the bus' ('Leraar, mijn partner is terug in de bus.')